# Sebastian Müller-Franken
Sebastian Müller-Franken (* 1963) ist ein deutscher Rechtswissenschaftler. Er ist seit 2006 Professor für Öffentliches Recht an der Philipps-Universität in Marburg.

## Leben
Müller-Franken wurde als Sohn des Schauspielers Egon Müller-Franken geboren. Sein älterer Bruder ist der Maler Johannes Müller-Franken.
Von 1985 bis 1990 studierte er an der Ruprecht-Karls-Universität Heidelberg. 1996 promovierte er an der Johannes Gutenberg-Universität Mainz. 1995 wurde er Wissenschaftlicher Assistent an der Universität Passau, wo er 2002 habilitierte. Von 2005 bis 2006 lehrte er Öffentliches Recht und Steuerrecht an der Westfälischen Wilhelms-Universität in Münster. Seit dem Sommersemester 2006 ist er ordentlicher Professor für Öffentliches Recht an der Philipps-Universität Marburg. 
Bei seinen Forschungen widmet sich Sebastian Müller-Franken besonders dem Staatsrecht, dem Verfassungsrecht einschließlich des Finanzverfassungsrechts, dem Allgemeinen Verwaltungsrecht und dem Allgemeinen Steuerrecht.

## Schriften
- Die Befugnis zu Eingriffen in die Rechtsstellung des einzelnen durch Betriebsvereinbarungen (= Schriften zum Sozial- und Arbeitsrecht. Bd. 151). Duncker & Humblot, Berlin 1997, ISBN 3-428-08945-6 (zugleich: Mainz, Universität, Dissertation, 1996).
- Maßvolles Verwalten. Effiziente Verwaltung im System exekutiver Handlungsmaßstäbe am Beispiel des maßvollen Gesetzesvollzugs im Steuerrecht (= Jus publicum. Bd. 105). Mohr Siebeck, Tübingen 2004, ISBN 3-16-148280-8 (zugleich: Passau, Universität, Habilitationsschrift, 2002/2003).
- Meinungsfreiheit im freiheitlichen Staat. Verfassungserwartungen und Verfassungsvoraussetzungen einer gefürchteten Freiheit (= Schönburger Gespräche zu Recht und Staat. Bd. 21). Schöningh, Paderborn 2013.